# Craspedoxantha polyspila
Craspedoxantha polyspila är en tvåvingeart som beskrevs av Mario Bezzi 1924. Craspedoxantha polyspila ingår i släktet Craspedoxantha och familjen borrflugor. Inga underarter finns listade i Catalogue of Life.